# Flavola (cràter)
Flavola és un cràter amb coordenades planetocèntriques de -8.86 ° de latitud nord i 329.88 ° de longitud est, sobre la superfície de l'asteroide del cinturó principal (4) Vesta. Fa 2.87 km de diàmetre. El nom adoptat com a oficial per la UAI el cinc de febrer de 2014. i fa referència a una verge vestal romana.